# NGC 453
NGC 453 là một ngôi sao ba nằm trong chòm sao Song Ngư. Nó được phát hiện vào năm 1881 bởi Édouard Stephan.